# Phyllonorycter anchistea
Phyllonorycter anchistea är en fjärilsart som först beskrevs av Lajos Vári 1961.  Phyllonorycter anchistea ingår i släktet guldmalar, och familjen styltmalar. Inga underarter finns listade i Catalogue of Life.